# Paracilicaea uncinata
Paracilicaea uncinata is een pissebed uit de familie Sphaeromatidae. De wetenschappelijke naam van de soort is voor het eerst geldig gepubliceerd in 2000 door Benvenuti & Messana.